# Sympiesis ringoniellae
Sympiesis ringoniellae är en stekelart som beskrevs av Kamijo 1965. Sympiesis ringoniellae ingår i släktet Sympiesis och familjen finglanssteklar. Inga underarter finns listade i Catalogue of Life.